# Oni byli aktёrami
Oni byli aktёrami (Они были актёрами) è un film del 1981 diretto da Georgij Grigor'evič Natanson.

## Trama
Il film è ambientato durante gli anni dell'occupazione della Crimea da parte dei nazisti. Il film racconta di un gruppo di attori del Teatro di Simferopol e delle loro attività clandestine.